# 有穂村
有穂村（ありほむら）はかつて岐阜県郡上郡に存在した村である。
現在の郡上市八幡町有穂に該当する。
村の名は、前身となった村（在原村、歩岐村）から一文字ずつ取り、漢字を変更した合成地名である。

## 歴史
- 1875年（明治8年） - 小久須見村、歩岐村、在原村が合併し、有穂村となる。
- 1889年（明治22年）7月1日 - 大谷村神谷地区を編入し、改めて有穂村が発足。
- 1897年（明治30年）4月1日 - 初納村、小野村、旭村、市島村と合併し口明方村発足。同日有穂村は廃止される。